# P.A.O.K.
El Panthessalonikeios Athlitikos Omilos Konstantinoupoliton (P.A.O.K.) (en grec: Πανθεσσαλονίκειος Αθλητικός Όμιλος Κωνσταντινουπολιτών, en català: Organització Atlètica Pan-Tessalonicenca de Constantinopolitans) és un club poliesportiu de la ciutat de Salònica (Grècia).

## Història
El PAOK va ser fundat el 28 d'abril de 1926 a Salònica, per ciutadans d'origen grec expulsats a inicis dels anys 20 de Constantinoble a Turquia degut a la Guerra greco-turca. El club es considera hereu del Hermes Athletic and Cultural Association, club esportiu fundat a Constantinoble l'any 1875.
El club té seccions en molts esports, com ara, futbol, basquetbol, voleibol, handbol, waterpolo, natació, lluita o halterofília.

## Secció de Voleibol

### Palmarès
- Lliga grega
  - Campions (3): 2014–15, 2015–16, 2016–17
- Copa grega
  - Campions (3): 2014–15, 2017–18, 2018–19